# Ауербах (Нижня Баварія)
Ауербах (нім. Auerbach) — громада в Німеччині, знаходиться в землі Баварія. Підпорядковується адміністративному округу Нижня Баварія. Входить до складу району Деггендорф.
Площа — 24,06 км2. Населення становить 2113 ос. (станом на 31 грудня 2020).